# Salta (Spiel)

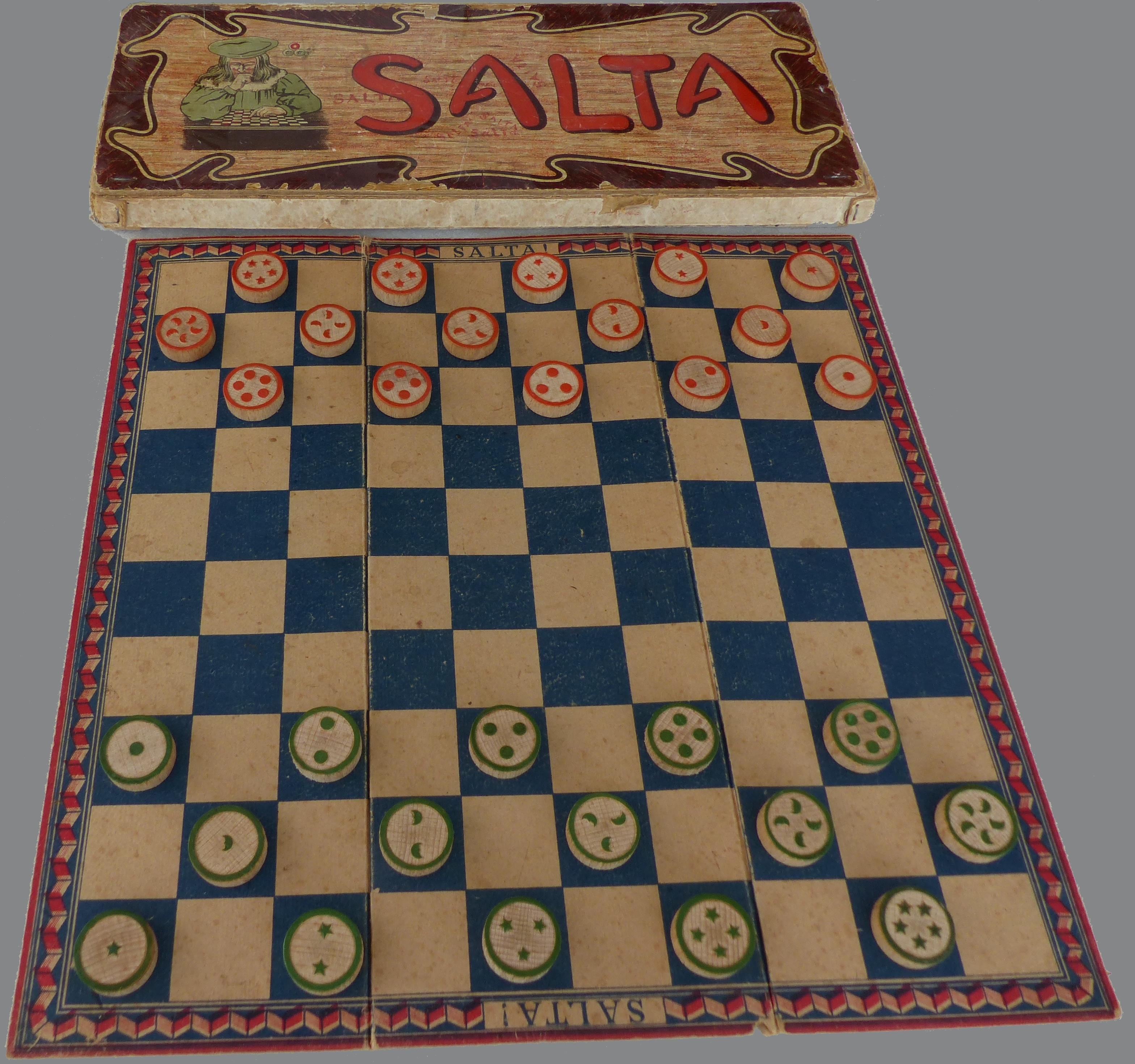
Spielbrett mit Anfangsstellung und Spielschachtel

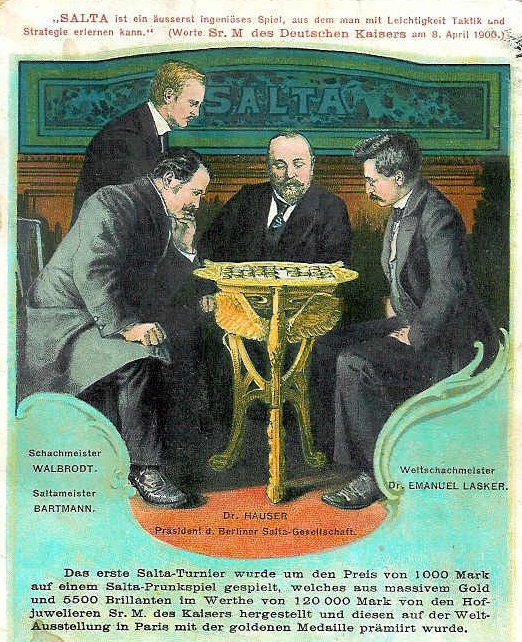
Salta-Turnier mit einem von einem Juwelier angefertigten Prunkspiel auf der Weltausstellung in Paris im Jahr 1900: Rechts Emanuel Lasker

Salta (von lat. Springe!) ist ein dem Damespiel bzw. dem Halma ähnliches Brettspiel, das 1899 von Konrad Heinrich Büttgenbach (1870–1939), einem Musiker aus Düsseldorf, erfunden wurde. Salta erfreute sich um 1900 sehr großer Beliebtheit: Auf der Weltausstellung in Paris erhielt das Spiel eine goldene Medaille, es wurden internationale Turniere in Monte Carlo veranstaltet, Kaiser Wilhelm II. ließ sich ein prunkvolles Salta-Spiel mit edelsteinbesetzten Spielsteinen fertigen, Sarah Bernhardt spielte gegen den Erfinder des Salta, und auch Schachweltmeister Emanuel Lasker befasste sich mit diesem Spiel. Salta schien das Damespiel zu verdrängen, doch verschwand das Interesse in den folgenden Jahren bald wieder, so dass Salta-Spiele heute kaum mehr zu finden sind.
Die nachstehende Beschreibung stützt sich auf Meyers Konversationslexikon von 1908.

## Die Regeln

Startaufstellung

Nummerierungsschema der (schwarzen) Felder

Salta wird von zwei Personen, die abwechselnd ihre Züge setzen, auf einem Schachbrett von 100 Feldern mit je 15 Steinen (grüne Symbole auf weißen Steinen und rote Symbole auf schwarzen Steinen; die Spieler werden analog zum Schachspiel Weiß und Schwarz genannt) gespielt. Die Brettstellung ist wie beim Schach; d. h. jeder Spieler hat zu seiner Rechten ein weißes Feld. Allerdings ist die Bezeichnung der Felder eine andere: Da nur auf den schwarzen Feldern gespielt wird, bekommen nur sie jeweils eine Nummer, zeilenweise von 11 bis 15, 21 bis 25 usw. bis in die letzte Zeile, die von 101 bis 105 nummeriert wird.
Die Steine sind alle gleichwertig und ziehen einen Schritt diagonal vorwärts oder rückwärts. Sie werden nur deshalb als Stern 1–5 (die dem Spieler zunächst befindliche Reihe), Mond 1–5 (2. Reihe) und Sonne 1–5 (3. Reihe) bezeichnet, weil es gilt, sie ins gegnerische Lager zu führen und dort schließlich in gleicher Reihen- und Nummernfolge aufzustellen, derart, dass die grünen Sonnen die Felder der roten Sterne, die grünen Monde die Felder der roten Monde, die grünen Sterne die Felder der roten Sonnen erstreben und umgekehrt; wobei die Reihenfolge 1–5 sich nicht verändert, d. h. es bleibt bei aufsteigend von links nach rechts (aus Sicht des Spielers).
Gesprungen wird nur vorwärts über einen feindlichen Stein auf ein leeres Feld, wie bei Dame, doch bleibt der feindliche Stein entsprechend dem Spielziel stehen, ein Schlagen gibt es nicht im Salta. Zweimaliges Springen in einem Zug ist nicht erlaubt. Ein dem Spieler möglicher Sprung muss getan werden, die Unterlassung rügt der Gegner durch den Ruf: „Salta!“. Ein Zug oder Sprung muss dem Gegner stets offen gehalten werden.
Weiß beginnt zu ziehen. Gewonnen hat derjenige, der den Spielzweck zuerst erfüllt, und die Zahl der Züge, die der andere zu gleichem Zwecke noch tun müsste, gibt an, mit wie vielen Points gewonnen ist. Nach der Turnierregel endet jede Partie spätestens nach 120 Zügen. Sollten dann noch Steine nicht auf ihrem Zielfeld sein, werden diese dorthin gezogen, so als ob die gegnerischen Steine nicht existieren würden. Eine Partie ist remis, wenn beide Spieler gleich viele Züge benötigten.

## Vermarktung
Obwohl Salta zu einer Zeit erschien, als es weder Demoskopen noch elektronische Medien gab, wurde es geschickt vermarktet. Turniere mit erheblichen Geldpreisen (in Monaco etwa 20.000 Schweizer Franken) und Rezensionen von Schachgroßmeistern brachten dem Spiel Feuilletonartikel sowohl in der Gartenlaube wie in der New Yorker Staats-Zeitung. Meyers Conversationslexikon widmete dem Spiel eine ganze Seite, und es erschienen mehrere Lehrbücher und eine eigene Deutsche Saltazeitung. Billigversionen für 2,50 Mark standen ebenso zur Verfügung wie Luxusversionen für über 400 Mark.

## Versionen
Für Einzelspieler erschien die Solitaire-Variante Salta Solo, zu der es Broschüren mit leichten und extrem schwierigen Trainingseinheiten und Aufgaben gab.